# 2001년 칸 영화제
2001년 칸 영화제는 2001년 5월 9일부터 2001년 5월 20일까지 개최되었다. 난니 모레티 감독의 이탈리아 영화 《아들의 방》이 황금종려상을 수상했다.

## 심사위원
- 리브 울만 (노르웨이) - 심사위원장
- 밈모 칼로프레스티 (이탈리아)
- 샤를로트 갱스부르 (영국)
- 테리 길리엄 (미국)
- 마티외 카소비츠 (프랑스)
- 상드린느 키베르나 (프랑스)
- 필립 라브로 (프랑스)
- 줄리아 오먼드 (영국)
- 무피다 틀라틀리 (튀니지)
- 에드워드 양 (중화민국)

## 상영 작품

### 경쟁 부문
- 《붉은 다리 아래 따뜻한 물》 이마무라 쇼헤이
- 《디스턴스》 고레에다 히로카즈
- 《사랑의 찬가》 장뤼크 고다르
- 《무기의 기능》 에르마노 올미
- 《나는 집으로 간다》 마누엘 데 올리베이라
- 《장교의 병실》 프랑수아 뒤페이롱
- 《피아니스트》 미하엘 하네케
- 《리허설》 카트린느 코르시니
- 《아들의 방》 난니 모레티
- 《물랑 루즈》 바즈 루어만
- 《멀홀랜드 드라이브》 데이비드 린치
- 《거기 몇시니?》 차이밍량
- 《노 맨스 랜드》 다니스 타노비치
- 《파우와 그의 형제》 마크 레샤
- 《밀레니엄 맘보》 허우샤오셴
- 《로베르토 수코》 세드릭 칸
- 《칸다하르》 모흐센 마흐말바프
- 《슈렉》 앤드루 애덤슨
- 《토러스》 알렉산더 소쿠로프
- 《그 남자는 거기 없었다》 조엘 코언
- 《써스펙트》 숀 펜
- 《달의 사막》 아오야마 신지
- 《알게 될거야》 자크 리베트

## 수상
- 황금종려상 - 《아들의 방》 난니 모레티
- 심사위원대상 - 《피아니스트》 미하엘 하네케
- 남자배우상 - 브누아 마지멜 《피아니스트》
- 여자배우상 - 이자벨 위페르 《피아니스트》
- 감독상
  - 데이비드 린치 《멀홀랜드 드라이브》
  - 조엘 코언 《그 남자는 거기 없었다》
- FIPRESCI상
  - 《강령》 구로사와 기요시 (주목할만한 시선)